# Břuchotín
Břuchotín – wieś, część gminy Křelov-Břuchotín, położona w kraju ołomunieckim, w powiecie Ołomuniec, w Czechach.